# Engøy
Engøy ist eine Insel im Byfjord in der norwegischen Provinz Rogaland. Sie gehört zum Stadtteil Hundvåg der Stadt Stavanger.

## Geographie
Die Insel umfasst eine Fläche von 0,171 km² und hat 432 Menschen (Stand 2017). Sie erstreckt sich von Südwesten nach Nordosten über eine Länge von etwa einem Kilometern bei einer Breite von bis zu 400 Metern. Durch die an ihrem Südufer bestehenden Buchten Eilertvika und Sørvågen ist jedoch in ihrer Mitte nur etwa 100 Meter breit. In der Inselmitte gibt es darüber hinaus den See Engøyvatnet, der nach Norden einen Zugang zum Pyntesundet hat.
Die Insel liegt etwa einen Kilometer nördlich vom Stadtzentrum Stavangers, mit dem über Brücken eine Verbindung besteht. In unmittelbarer Umgebung liegen diverse weitere Inseln. Nördlich, nur durch den schmalen Wasserarm Pyntesundet getrennt, liegt die größere Insel Buøy, zu der eine Verbindung über die Pyntesundbrua besteht. Nordöstlich liegen Steinsøyholmen und Steinsøy, südlich, getrennt durch den Engøysundet die Insel Sølyst. Zu ihr führt die Brücke Engøybrua, über die auch das Stadtzentrum von Stavanger erreichbar ist. Südwestlich, über einen Damm erreichbar, liegt Klasaskjeret. In der Bucht Sørvågen südlich der Insel liegt Engøyholmen. Darüber hinaus befinden sich westlich von Engøy mehrere kleine Schäreninseln wie Natvigs Minde, Plentingen, Majoren mit Majorskjeret und Majorgrunnen sowie nordwestlich Knudaskjeret.
Von Süd nach Nord überquert der Fylkesvei 435 die Insel. Unter Engøy verläuft der zum Ryfast-Tunnelsystem gehörende Hundvåg-Tunnel, der Hundvåg mit dem Stadtzentrum von Stavanger verbindet.

## Geschichte
Engøy gehörte ursprünglich zur Kommune Hetland und gelangte am 1. Januar 1879 zur Stadt Stavanger.

## Bebauung
Während im Westen der Insel Gewerbebauten bestehen, dient der Ostteil als Wohngebiet. An verschiedenen Uferbereichen vor allem im Südwesten und Süden der Insel sowie im See Engøyvatnet bestehen Marinas bzw. Bootsanlegemöglichkeiten.